# August Leberecht Schönberg
August Leberecht Schönberg (* 12. Mai 1761 in Dresden; † 4. April 1825 ebenda) war ein deutscher Kaufmann.
Er entstammte einer Kaufmannsfamilie in Dresden und absolvierte seine Lehrzeit in Magdeburg. Danach ging er nach London, um seine Kenntnisse zu vertiefen. Da er sehr erfolgreich war, wurde er im Jahr 1797 Teilhaber der Firma Messrs. Stratton, Gibson and Schönberg. Als er auf einer Geschäftsreise nach St. Petersburg kam, konnte er dort Teilhaber des Geschäftshauses Bach werden. Bei der Bekanntschaft des Bankiers Boethlingk, der mit einer Tochter des Bankhauses Bartholomäus Borst verheiratet war und damit das Bankhaus übernommen hatte, lernte er dessen Tochter Katharina kennen.
Am 1. Januar 1801 heiratete er Katharina in St. Petersburg. Durch diese Beziehung konnte er dort im Laufe der Jahre ein großes Vermögen erwerben. Schönberg ging mit seiner Familie im Jahr 1806 wieder nach Dresden. Er erwarb in Dresden einige Grundstücke und kaufte in Sachsen einige Rittergüter auf. Aus der Ehe gingen zwölf Kinder hervor, von denen aber sechs bald nach der Geburt starben. Die Söhne Heinrich und Alexander begründeten 1843 das Hammerwerk Gröba bei Riesa (auch Eisenhüttenwerk Riesa genannt).